# Hokkien
El hokkien es una lengua china de la rama min meridional (min nan) nativa y originaria de la parte sureste de Fujian. También se le conoce como Quanzhang (泉漳), de los primeros caracteres de los centros urbanos de Quanzhou y Zhangzhou.
El hokkien taiwanés es uno de los idiomas nacionales de Taiwán. El hokkien también se habla ampliamente por la diáspora china de ultramar en Singapur, Malasia, Filipinas, Indonesia, Camboya, Birmania, Hong Kong, Tailandia, Brunéi, Vietnam y otros lugares del mundo. La inteligibilidad mutua entre los dialectos hokkien varía, pero se mantienen unidos por una identidad etnolingüística compartida. 
En las islas del sudeste asiático, el hokkien sirvió históricamente como lengua franca entre las comunidades chinas de ultramar de todos los dialectos y subgrupos y hoy sigue siendo la variedad de chino más hablada en la región, incluyendo Singapur, Malasia, Filipinas e Indonesia. Esto se aplica en menor medida al sudeste asiático continental. El idioma betawi malayo, hablado por unos cinco millones de personas en Yakarta y sus alrededores, incluye numerosos préstamos hokkien debido a la importante influencia de la diáspora china indonesia, la mayoría de los cuales son de ascendencia y origen hokkien. El hokkien kelantan en el norte de Malasia peninsular y el hokaglish hablado esporádicamente en Filipinas, especialmente en Metro Manila, también son idiomas mixtos con el hokkien como lexificador base.

## Nombres
Diferentes poblaciones de hablantes del hokkien se refieren al idioma como:
- Bân-lâm-gú / bân-lâm-gí / bân-lâm-gír / Bân-lâm-ú (闽南语; 閩南語, literalmente 'idioma min del Sur') en China, Taiwán,[3] y Malasia
- Bân-lâm-ōe / bân-lâm-ōa / bîn-lâm-ōe (闽南话; 閩南話, literalmente 'habla min del Sur') en China, Taiwán, Filipinas y Malasia
- Tâi-gí / tâi-gú (臺語, literalmente 'idioma taiwanés') o Ho̍h-ló-ōe / hô-ló-ōe (福佬話, literalmente 'Habla hoklo') en Taiwán
- Lán-lâng-ōe / lán-nâng-ōe / nán-nâng-ōe (咱人話／咱儂話, literalmente 'habla de nuestra gente') en Filipinas
- Hok-kiàn-ōe / hok-kiàn-ōa (福建話, literalmente 'habla hokkien ') en Malasia, Singapur, Indonesia, Brunéi, Filipinas

Históricamente, el hokkien también era conocido como amoy, por el nombre hokkien de Xiamen, el principal puerto en el sur de Fujian durante la dinastía Qing, como uno de los cinco puertos abiertos al comercio exterior por el Tratado de Nankín.  En 1873, el reverendo Carstairs Douglas publicaría su " Diccionario chino-inglés de la lengua vernácula o hablada de Amoy, con las principales variaciones de los dialectos Chang-chew y Chin-chew". donde llamaría al idioma "Lengua de Amoy"  o " La lengua vernácula Amoy "  y en 1883, el reverendo John Macgowan publicaría otro diccionario, el " Diccionario inglés y chino del dialecto Amoy".  Debido a la confusión al diferenciar el dialecto amoyés del hokkien de Xiamen con el idioma general en sí, muchos proscriben este uso, aunque todavía se puede observar que muchos libros y medios antiguos están etiquetados con "amoyés" para referirse al idioma en general, además del dialecto del hokkien de Xiamen.

## Historia
Las variantes de los dialectos Hokkien se remontan a entre 2 y 4 dialectos originales: los dos originales son los dialectos Quanzhou (en chino tradicional, 泉州; pe̍h-ōe-jī, Choân-chiu / Chôaⁿ-chiu) y Zhangzhou (en chino tradicional, 漳州; pe̍h-ōe-jī, Chiang-chiu / Cheng-chiu). y en siglos posteriores Xiamen/Amoy (en chino tradicional, 廈門; pe̍h-ōe-jī, Ē-mn̂g / Ēe-mûi) y Tong'an (en chino tradicional, 同安; pe̍h-ōe-jī, Tâng-oaⁿ) también. Los dialectos Amoy y Tong'an son históricamente mezclas de los dialectos Quanzhou y Zhangzhou, ya que son el punto medio geográfico y lingüístico entre los dos, mientras que el resto de los dialectos hokkien hablados en Taiwán y el sudeste asiático se derivan respectivamente de proporciones variables de los anteriores.

### Informática

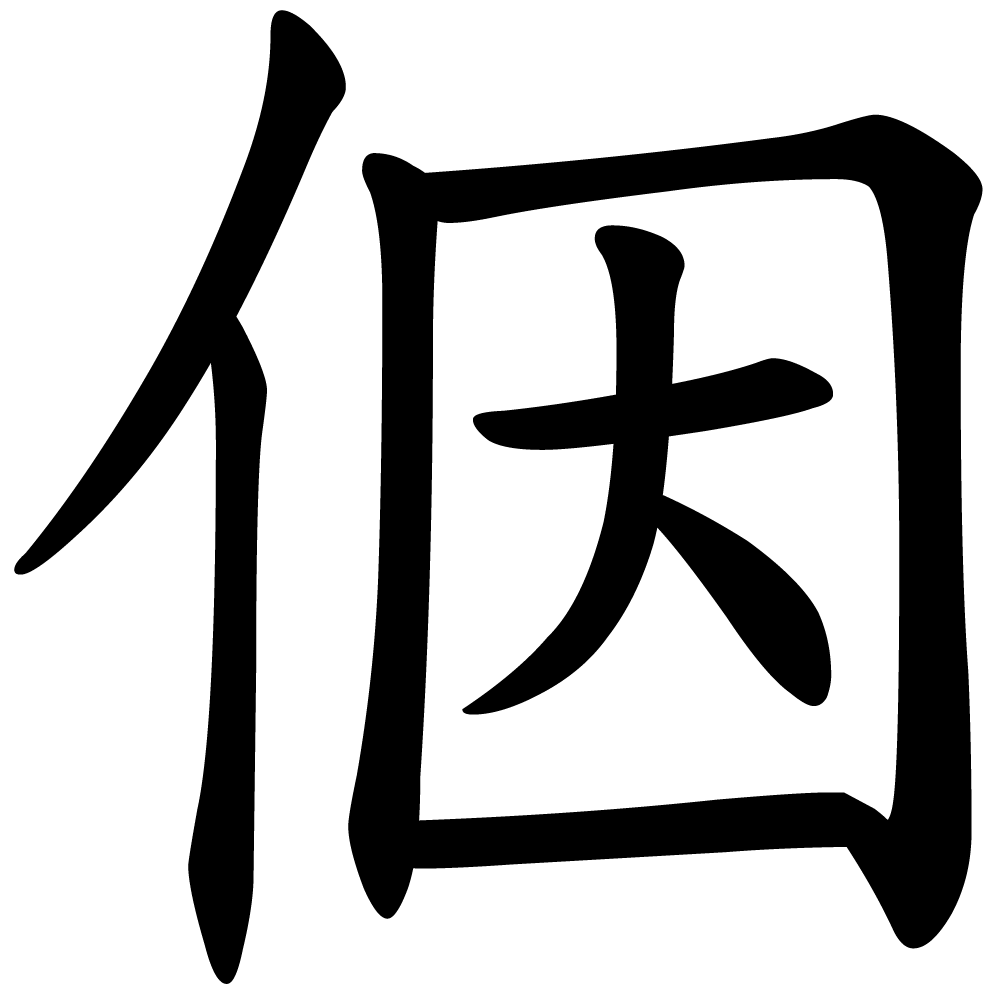
El carácter del pronombre en tercera persona 'ellos' en algunos dialectos de Hokkien, 𪜶, solo recientemente tuvo compatibilidad con el estándar Unicode, en el código U+2A736.